# Parafia św. Katarzyny w Mościskach
Parafia św. Katarzyny w Mościskach − parafia rzymskokatolicka znajdująca się w archidiecezji lwowskiej w dekanacie Mościska.

## Historia
W 1990 roku przybył do Mościsk o. Władysław Ziober CSsR. W 1991 roku został odzyskany dawny kościół redemptorystów pw. św. Katarzyny, który 21 grudnia 1991 roku  poświęcił  bp Marcjan Trofimiak. 28 września 1996 roku do kościoła wprowadzono obraz Matki Bożej Nieustającej Pomocy. 8 września 2001 roku kardynał abp Marian Jaworski dokonał koronacji obrazu koronami papieskimi. 27 czerwca 2002 roku kościół klasztorny został podniesiony do godności sanktuarium.
8 września 2023 roku do klasztoru powrócili redemptoryści.